# Hospital Lacor de Santa María
El Hospital Lacor de Santa María (en inglés: St. Mary's Hospital Lacor) conocido a menudo como el Hospital de Lacor, es un hospital del distrito de Gulu, al norte de Uganda. Fue fundado por los misioneros combonianos y está dirigido por la Arquidiócesis católica de Gulu. El hospital se encuentra a 6 kilómetros (3,7 millas), por carretera, al oeste del distrito central de negocios de la ciudad de Gulu, en el municipio de Gulu, subcondado Bardege, en el pueblo Opia. El hospital es uno de los mejores en el este de África. 
Durante la época de violencia de Idi Amin en 1970, el hospital quedó a menudo atrapada en el fuego cruzado. A lo largo de la década de 1980, el hospital se mantuvo en constante riesgo con saqueos repetidos, en busca de drogas o de gasolina.